# Dr. Gillespie's Criminal Case
Pour plus de détails, voir Fiche technique et Distribution.
Dr. Gillespie's Criminal Case est un film américain en noir et blanc réalisé par Willis Goldbeck, sorti en 1943.

## Synopsis
Le Dr Gillespie est enlevé par un détenu mentalement instable, Roy Todwell, et son gang.
Une infirmière meurt d'un érysipèle, tandis que quatre enfants réussissent à se rétablir.

## Fiche technique
- Titre : Dr. Gillespie's Criminal Case
- Réalisation : Willis Goldbeck
- Scénario : Martin Berkeley (en), Harry Ruskin (en) et Lawrence P. Bachmann, d'après les personnages de Max Brand
- Musique : Daniele Amfitheatrof
- Direction artistique : Cedric Gibbons
- Costumes : Irene
- Photographie : Norbert Brodine
- Montage : Frank E. Hull et Laurie Vejar
- Société de production : Metro-Goldwyn-Mayer
- Société de distribution : Loews Cineplex
- Pays de production :  États-Unis
- Langue d'origine : anglais américain
- Format : noir et blanc — 35 mm — 1,37:1 — son : mono (Western Electric Sound System)
- Genre : drame hospitalier, policier
- Durée : 89 minutes
  - États-Unis : 8 mai 1943
  - France : 17 mai 1946

## Distribution
- Lionel Barrymore : Dr Leonard B. Gillespie
- Van Johnson : Dr Randall 'Red' Adams
- Keye Luke : Dr Lee Wong How
- Alma Kruger : Molly Byrd
- John Craven : Roy Todwell
- Nat Pendleton : Joe Wayman
- Margaret O'Brien : Margaret
- Donna Reed : Marcia Bradburn
- Michael Duane : le sergent Patrick J. Orisin
- William Lundigan : Alvin F. Peterson
- Walter Kingsford : Dr Walter Carew
- Marilyn Maxwell : Ruth Edly
- Henry O'Neill : Warden Kenneson
- Marie Blake : Sally
- Frances Rafferty : Irene

## Autour du film
Il s'agit du troisième des six films hospitaliers que compte la série docteur Gillespie, produite par la MGM :
- 1942 : Calling Dr. Gillespie
- 1942 : Dr. Gillespie's New Assistant
- 1943 : Dr. Gillespie's Criminal Case
- 1944 : Trois Hommes en blanc (Three Men in White)
- 1945 : L'Impossible Amour (Between Two Women)
- 1947 : Dark Delusion